# Il cortile degli Aragonesi
Il cortile degli Aragonesi è una commedia teatrale in siciliano. È presentata come una vastasata in tre atti di autore ignoto. La versione più famosa è forse quella di Ignazio Buttitta, interpretata da Franco & Ciccio e trasmessa in televisione nel 1977. Una versione di Filippo La Porta è stata messa in scena nell'ottobre 2006 a Palermo.
Scritta nel Settecento, narra della vita del popolo di Palermo in quell'epoca, ed è inframezzata da poesia e musica, che si rifà totalmente alla tradizione rinascimentale siciliana.